# Nubar Ozanyan
Nubar Ozanyan (în armeană Նուպար Օզանեան, n. 1956, Yozgat, Turcia – d. 14 august 2017, Rakka, Siria), cunoscut și sub numele de război Orhan Bakırcıyan, a fost un comunist revoluționar radical de etnie armeană născut în Turcia, care a deținut funcția de comandant al formațiunii militante Partidul Comunist Turc/Marxist–Leninist (TKP/ML). De-a lungul vremii, el a luptat în mai multe războaie în fruntea grupării și a fost ucis în luptă împotriva Statului Islamic în timpul Bătăliei de la Raqqa.

## Viața personală
Ozanyan putea să citească, să scrie și să vorbească în turcă, armeană și rusă și a tradus mai multe lucrări marxiste.